# Las Maquinas de la Muerte (singel)
Las Maquinas de la Muerte – singel grupy Kazik na Żywo wydany w kwietniu 1999 roku.

## Lista utworów
1. "Las Maquinas de la Muerte"
2. "Las Maquinas de la Muerte - vocoderwersja"
Fragment koncertu N.Y.:
3. "Łysy jedzie do Moskwy"
4. "Andrzej Gołota"
5. "Nie zrobimy nic złego tylko dajcie nam jego"

Wydany: kwiecień 1999, SP-s-57

Nagrany: październik i listopad 1998 w Słabe studio

Wytwórnia płytowa: S.P. Records
 
Realizator: Krzysztof Krupa

Zgranie – Wojciech Przybylski

Producent – KNŻ